# Liste der Monuments historiques in Struth
Die Liste der Monuments historiques in Struth führt die Monuments historiques in der französischen Gemeinde Struth auf.

## Liste der Bauwerke
| Bezeichnung   | Beschreibung              | Standort                              | Kennzeichnung | Schutzstatus | Datum | Bild           |
| ------------- | ------------------------- | ------------------------------------- | ------------- | ------------ | ----- | -------------- |
| Napoleonsbank | Ruhebank; Sandstein, 1856 | nördlich des Ortes an der D 78 (Lage) | PA00085197    | Inscrit      | 1988  |                |
| Synagoge      | 1836 erbaut               | Rue Principale (Lage)                 | PA00085198    | Inscrit      | 1987  | weitere Bilder |

## Liste der Objekte
| Bezeichnung       | Beschreibung          | Standort               | Kennzeichnung | Schutzstatus | Datum | Bild |
| ----------------- | --------------------- | ---------------------- | ------------- | ------------ | ----- | ---- |
| Beschneidungsbank | Holz, Textilien, 1886 | in der Synagoge (Lage) | PM67000780    | Classé       | 1995  |      |